# عنکبوتیان (فیلم)
«عنکبوتیان» (انگلیسی: Arachnid (film)) فیلمی در ژانر ترسناک است که در سال ۲۰۰۱ منتشر شد. از بازیگران آن می‌توان به کریس پاتر اشاره کرد.
فیلم اشاره به موجودات جهش یافته (از راسته عنکبوتیان) در جزیره ایی در گوام دارد که گروهی از دانشمندان جهت بررسی برخی گاز گرفتی و بیماریهای عجیب شایع شده به آنجا مراجعه می‌کنند.

## داستان فیلم
جایی در اقیانوس آرام جنوبی، یک سفینه فضایی نیمه شفاف بر فراز دریا شناور است. در همین حین، یک هواپیمای رادارگریز آزمایشی با خلبانی جولی مرسر با فضاپیما روبرو می‌شود و شروع به تعقیب آن می‌کند. پس از اینکه هواپیما شروع به خرابی کرد، جولی در جزیره ای نزدیک فرود می‌آید و با شکل زندگی بیگانه روبرو می‌شود که یک عنکبوت غول پیکر آن را می‌کشد. سپس عنکبوت جولی را می‌کشد.
ماه‌ها بعد، لورن مرسر پس از پذیرفتن یک بومی از جزیره‌ای که اخیراً بر اثر یک ویروس ناشناخته که توسط نیش منتقل شده بود درگذشت، همراه با سربازان Bear و Reyes، هنری کاپری باستان‌شناس، راهنمای بومی Toe Boy و به جزیره می‌روند. هنگامی که آنها به جزیره می‌رسند، هواپیما شروع به خرابی می‌کند و آنها مجبور می‌شوند در ساحل فرود بیایند.
صبح روز بعد، اکسپدیشن به جنگل می‌رود تا به دهکده بومی برسد، اما چند کنه عجیب در ریس نقب می‌زنند. با رسیدن به روستا متوجه می‌شوند که همه چیز خلوت است. هنری کاپری متوجه می‌شود که چندین حشره جهش یافته‌اند. ناگهان کنه‌ها از بدن ریس خارج می‌شوند و بیر تصمیم می‌گیرد برای پایان دادن به درد او به او شلیک کند.
در آن شب، لورن تصمیم می‌گیرد خودش به تحقیق بپردازد که به‌طور ناگهانی گروه مورد حمله یک صدپا غول پیکر قرار می‌گیرد و یکی از بومیان را پس از گاز گرفتن می‌کشد. سپس لورن مقداری از لباس‌های برادرش را پیدا می‌کند و به ولنتاین اعتراف می‌کند که هنوز به دنبال برادرش است. کاپری پس از مطالعه قطعه ای از صدپا به این نتیجه می‌رسد که یک جهش بین گونه ای وجود داشته‌است. ولنتاین تصمیم می‌گیرد که همه آنها صبح روز بعد جزیره را ترک کنند، اگرچه لورن و کاپری با ترک موافقت نمی‌کنند.
روز بعد، ولنتاین به لورن می‌گوید که به او کمک می‌کند تا جولی را پیدا کند، وقتی همه را از جزیره خارج کنند، اما کاپری در دهکده نیست. خرس با یک بومی به کوه فرستاده می‌شود تا سیگنال رادیویی برای کمک پیدا کند. در حالی که از رودخانه عبور می‌کنند، عنکبوت کوچکی اسید به صورت بومی پرتاب می‌کند و او را می‌کشد. کاپری متوجه می‌شود که هزارپا غول پیکر در حال مرگ است. سپس عنکبوت غول پیکر ظاهر می‌شود و به او حمله می‌کند. بقیه گروه به دنبال کاپری می‌گردند تا اینکه بقایای جسدی را پیدا می‌کنند که با تار عنکبوت در درختی گیر کرده‌است که متعلق به جولی است. لورن بقایای او را دفن می‌کند و قول انتقام می‌گیرد. بعداً آن‌ها کاپری را می‌بینند که پوشیده از تار عنکبوت است و توسط عنکبوت گاز گرفته شده‌است تا درونش بتواند تخم‌هایش را تغذیه کند. او توضیح می‌دهد که یک عنکبوت غول پیکر در جزیره وجود دارد و استنباط می‌کند که یک بیگانه است. کاپری درخواست می‌کند که او را بکشند و سوزانا این کار را انجام می‌دهد تا از رنج کشیدن دست بردارد. عنکبوت غول پیکر به آنها می‌رسد و ساموئل ترسیده فرار می‌کند در حالی که بقیه به عنکبوت شلیک می‌کنند اما آنها در نهایت می‌دوند. در حین انجام این کار، سوزانا در تار عنکبوت گیر افتاده‌است، اما لورن و ولنتاین با شکستن تارها با نیتروژن مایع کاپری به او کمک می‌کنند. در همان زمان، ساموئل خسته توسط عنکبوت گرفتار می‌شود که با آب شدن صورتش با اسید خود، او را می‌کشد.
هر سه وقتی متوجه می‌شوند که پسر انگشت پا ناپدید شده وارد یک پناهگاه نظامی می‌شوند. با مهمات کم، عنکبوت از طریق یکی از پنجره‌های پناهگاه به آنها حمله می‌کند. ولنتاین خود را روی عنکبوت می‌اندازد و با قمه به آن حمله می‌کند، اما عنکبوت با نیش او را قطع می‌کند. لورن بعد از شلیک به یک چشم عنکبوت را ترک می‌کند. در شب عنکبوت موفق می‌شود از پشت بام پناهگاه عبور کند و هر سه خود را در یک اتاق کوچک حبس کنند. سوزانا که از کلاستروفوبیا رنج می‌برد، در را باز می‌کند و فکر می‌کند عنکبوت رفته و در دام آن افتاده و با نیش خود او را می‌کشد. عنکبوت سعی می‌کند وارد اتاق شود، اما لورن و ولنتاین می‌توانند با بستن در یکی از پاها را پاره کنند. سپس آنها از طریق دریچه ای که دسترسی به تونل‌های زیرزمینی را می‌دهد فرار می‌کنند. بیرون هر دو به خواب می‌روند و لورن یک کابوس می‌بیند. صبح روز بعد، خرس و پسر پا، لورن و ولنتاین را پیدا می‌کنند.
در راه رسیدن به لانه عنکبوت، ولنتاین تصمیم می‌گیرد که پشت سر بماند زیرا تحت تأثیر سم عنکبوت قرار می‌گیرد. Loren, Bear و Toe Boy می‌رسند و عنکبوت را در حال تغییر پوست و تولید مثل در یک پیله ابریشمی روی کیسه تخم عنکبوت می‌بینند. لورن قصد دارد عنکبوت را به زمین بزند و خرس به او شلیک کند، اما او زود بیدار می‌شود و خرس را می‌کشد. لورن شیشه ای از سم بیوه سیاه را که متعلق به Toe Boy است به سمت عنکبوت پرتاب می‌کند و به آن آسیب می‌رساند. عنکبوت لورن را تعقیب می‌کند اما پس از تصادف، عنکبوت او را در تار عنکبوت به دام می‌اندازد. زمانی که عنکبوت می‌خواهد او را بکشد، ولنتاین ظاهر می‌شود که به آن شلیک می‌کند در حالی که Toe Boy دارت‌های متعددی را پرتاب می‌کند. در حالی که عنکبوت سعی می‌کند فرار کند، لورن موفق می‌شود نخ تار عنکبوت را بکشد و باعث سقوط آن از سقف روی یک استالاگمیت شود و آن را بکشد. در حالی که مرسر، ولنتاین و پسر انگشت پا در جنگل قدم می‌زنند، عنکبوت غول پیکر دیگری از روی صخره ای بالای سر آنها را تماشا می‌کند.